# Mysingen, Dalarna
Mysingen är en sjö i Falu kommun i Dalarna och ingår i Dalälvens huvudavrinningsområde. Sjön har en area på 0,165 kvadratkilometer och ligger 217,3 meter över havet. Sjön avvattnas av vattendraget Knivån.

## Delavrinningsområde
Mysingen ingår i det delavrinningsområde (671571-150367) som SMHI kallar för Utloppet av Mysingen. Medelhöjden är 230 meter över havet och ytan är 0,63 kvadratkilometer. Räknas de 4 avrinningsområdena uppströms in blir den ackumulerade arean 35,53 kvadratkilometer. Knivån som avvattnar avrinningsområdet har biflödesordning 3, vilket innebär att vattnet flödar genom totalt 3 vattendrag innan det når havet efter 225 kilometer. Avrinningsområdet består mestadels av skog (65 procent). Avrinningsområdet har 0,17 kvadratkilometer vattenytor vilket ger det en sjöprocent på 27,9 procent.